# Стипса за бријање
Стипса за бријање је средство за заустављање крварења из посјекотина насталих при бријању. Најчешће се користе у виду креда, сапуна или у новије вријеме оловака или стикова. Стипса у праху се користи у неким комплетима прве помоћи.

## Историја
Кориштење алауна као средства за заустављање крварења и ублажавање коже послије бријања забиљежено је још у старој Грчкој, Египту и Вавилону. Док су се за бријање користиле бритве и примитивни бријачи стипсе су биле стандардан дио опреме за бријање, док се данас много мање користе.

## Хемијска структура
Хемијски гледано, у питању су анхидрати алуминијум сулфата или калијум алаун , гдје оба једињења припадају групи алауна (лат. alumen-стипса) или титанијум диоксид. Калијум алаун је активна супстанца код сапуна и креда, док је код оловака то најчешће алуминијум сулфат који има јаче изражене особине стипсе.

## Начин примјене и дјеловање
Средство се примјењује директно на мјесто које крвари. Наношењем се јавља кратак и јак бол често јачи и од бола због посјекотине. Јаке јонске везе подстичу флокулацију што доводи до скупљања крвних судова и заустављања крварења. 